# Antonio García García
Antonio García García (Múrcia, 5 d'abril de 1908 - Barcelona, 5 de gener de 1931) fou un futbolista murcià de la dècada de 1920.

## Trajectòria
Interior esquerre que jugà al FC Barcelona a finals dels anys vint i inicis dels trenta. Debutà al Barça el 1925. Destacà principalment la temporada 1928-29, en la qual fou titular de l'equip i ajudà a guanyar la primera lliga espanyola per al club. La temporada 1930-31 fou la seva darrere al club. Disputà 81 partits i marcà 24 gols. Va morir molt jove el gener de 1931 després de complicacions en una operació quirúrgica.